# Nazim Al-Haqqani
Mehmet Nazim Adil (n. 21 aprilie 1922, Larnaca, Eparchia Larnakas, Cipru – d. 7 mai 2014, Kuzey Lefkoşa, Lefkoşa District⁠(d), Republica Turcă a Ciprului de Nord) cunoscut ca Shaykh Nazim Al-Haqqani (în limba turcă: Șeyh Nazım Al-Haqqani) sau Nazım Kıbrısî (Nazim Cipriotul) a fost un derviș și teolog musulman din Ciprul de Nord, de origine turcă, lider spiritual al ramurii Naqshbandiyyah Haqqani din confreria sufistă Naqshbandiyyah.

## Biografie
Mehmet Nazim Adil s-a născut pe 21 aprilie 1922 la Larnaca, în Ciprul britanic. Pe linie paternă, era descendent al marelui mistic Abdul Qadir Al-Jilani (1078-1166), în timp ce pe linie maternă era urmaș al lui Jalāl ad-Dīn Muhammad Rūmī (1207-1273). Numele de Nazim l-a primit după bunicul său patern, poetul Kaytazzade Mehmet Nazım.
În anul 1940, Nazim a mers să studieze inginerie chimică la Universitatea din Istanbul, dar a abandonat facultatea din cauză că se simțea atras mai mult de spiritualitate. A intrat în anturajul profesorului Jamal al-Din al-Alsuni (d.1955), studiind limba arabă clasică și jurisprudența islamică (fiqh). Ulterior, a devenit discipol al dervișului Sulayman Arzarumi (d.1948) care l-a inițiat în confreria Naqshbandiyyah. La recomandarea acestuia din urmă, Nazim a plecat în anul 1944 în Siria pentru a-și completa studiile.
În anul 1945 îl întâlnește la Damasc pe Shaykh Abdullah Fa'izi ad-Daghestani (1891-1973), un mare mistic din confreria Naqshbandiyyah, lider spiritual al ramurii Haqqani, originar din Daghestan, în fața căruia Nazim face un legământ (bay'ah), recunoscându-l drept călăuză și maestru al său (murshid). Acesta îi oferă lui Nazim și titlul de Al-Haqqani.
În perioada șederii sale în Siria, Nazim a continuat să studieze cu diferiți profesori științele religioase islamice în mai multe orașe, între care Homs și Alep. În cele din urmă, a primit ijazah (licența) în jurisprudența hanafită și dreptul de a predica.
La sfârșitul anilor 40', Shaykh Nazim a plecat în Cipru cu scopul de a iniția o campanie activă de misionariat islamic. A intrat în conflict cu elementele kemaliste din cadrul comunității locale turce. Guvernul turc a interzis la acel moment să se mai facă chemarea la rugăciune (adhan) în limba arabă, ci să se facă în turcă. Nazim și simpatizanții săi au refuzat să se conformeze, considerând această decizie drept un sacrilegiu. Conflictul s-a soluționat în anul 1950 cu venirea la putere în Turcia a guvernului lui Adnan Menderes, mult mai conservator.
În anul 1952, Shaykh Nazim s-a întors la Damasc pentru a-și continua studiile cu Shaykh Abdullah Fa'izi ad-Daghestani. În acea perioadă a întâlnit-o și pe Hajjah Amina (1930-2004), refugiată de origine tătară venită cu familia din Uniunea Sovietică. La sfatul lui Shaykh Abdullah Fa'izi ad-Daghestani, Shaykh Nazim s-a căsătorit cu ea și au întemeiat o familie. În anul 1973, după moartea lui Shaykh ad-Daghestani, Shaykh Nazim a devenit noul lider spiritual al confreriei Naqshbandiyyah Haqqani. La un an, în 1974, Shaykh Nazim inițiază un tur în Marea Britanie, la Londra, repetând acest tur anual cu ocazia lunii Ramadan. Prin aceste vizite, mulți occidentali care i-au auzit predicile au hotărât să se convertească la islam și chiar să se inițieze în confreria sa, recunoscându-l drept lider spiritual. Majoritatea acestora erau din Marea Britanie, Statele Unite ale Americii sau Canada. În jurul anului 1980, circulau deja prin Europa și America de Nord numeroase cărți și broșuri în limbile enlgeză și franceză cu învățăturile lui Shaykh Nazim.
În anul 1991, a vizitat pentru prima dată Statele Unite ale Americii, iar în anul 1997 a plecat în Daghestan și Uzbekistan, ajungând pe meleagurile fostului său maestru și ale lui Baha' al-Din Naqshband, fondatorul confreriei.
În anul 1998, Shaykh Nazim a fost invitatul special al Celei De-a Doua Conferințe Internaționale a Unității Islamice de la Washington D.C. în același an, a vizitat Africa de Sud.
În anul 2009, a primit medalia Pingat Darjah Kebesaran DKA din partea sultanului Azlan Shah din Perak, Malaezia. Tot în 2009 a fost trecut pe locul 49 în lista celor 500 cei mai influenți musulmani ai lumii care trăiau la acel moment.
În iunie 2010, Shaykh Nazim s-a întâlnit cu Papa Benedict al XVI-lea cu ocazia vizitei pastorale a suveranului pontif în Cipru.
În ultimii ani ai vieții sale, Shaykh Nazim s-a retras la locuința sa din Lefka unde se află și loja principală (tekke) a confreriei. Discipolii lui i-au înregistrat multe predici, majoritatea în limba turcă, dar și unele în limba engleză ce sunt disponibile în mediul online. Una dintre cele mai populare este o înregistrare din anul 2011 în care Shaykh Nazim ar fi prezis venirea unui virus ucigaș care se va răspândi pe toată planeta, aruncând-o în haos. Adepții săi cred că este o profeție despre izbucnirea Pandemiei COVID-19.
În data de 17 aprilie 2014, Shaykh Nazim a fost transportat la Near East University Hospital din Nicosia de Nord, suferind de probleme respiratorii. După câteva săptămâni, la data de 7 mai 2014, a decedat la vârsta de 92 de ani.